# Дорис-ду-Индая
Дорис-ду-Индая (порт. Dores do Indaiá) — муниципалитет в Бразилии, входит в штат Минас-Жерайс. Составная часть мезорегиона Центр штата Минас-Жерайс. Входит в экономико-статистический микрорегион Бон-Деспашу. Население составляет 14 758 человек на 2006 год. Занимает площадь 1110,641 км². Плотность населения — 13,3 чел./км².

## История
Город основан 8 октября 1885 года. 

## Статистика
- Валовой внутренний продукт на 2003 год составляет 67 805 675,00 реалов (данные: Бразильский институт географии и статистики).
- Валовой внутренний продукт на душу населения на 2003 год составляет 4648,05 реалов (данные: Бразильский институт географии и статистики).
- Индекс развития человеческого потенциала на 2000 год составляет 0,752 (данные: Программа развития ООН).